# Louise Augusta von Zytphen
Louise Augusta baronesse von Pechlin von Löwenbach, gift von Zytphen (12. februar 1787 i Nordborg - 13. november 1869 på Frederiksberg) var en tysk adelsdame og dansk guldalderpersonlighed, gift med Ernst Frederik von Zytphen, søster til Friedrich von Pechlin og mor til G.F.O. Zytphen-Adeler.
Hun var datter af Nicolaus Otto baron Pechlin von Löwenbach og Christiane Sophia Polyxena Henriette von Löwenstern. Hun blev gift 4. november 1808 i Frederiksberg Kirke med senere generalmajor Ernst Frederik von Zytphen.
Denne smukke, højtbegavede dame var meget belæst, kunstnerisk og digterisk anlagt; hun har oversat B.S. Ingemanns Holger Danske til tysk. Hun var veninde med Sophie Ørsted født Oehlenschlæger. I hendes mangeårige enkestand så hun i sit hjem samtidens mere bekendte mænd - brødrene A.S. og H.C. Ørsted, Christian Molbech, J.P. Mynster, F.C. Sibbern, J.H. Paulli, Gunni Busck, Peter Rørdam, Nicolai Gottlieb Blædel med flere. Hun var meget religiøs og anerkendte tidligt Grundtvigs store værd, uden dog nogen sinde at høre til hans religiøse parti. Hun stod dronning Caroline Amalie meget nær, og det var hende, der først henledte dronningens opmærksomhed på Grundtvig.